# NGC 1941
NGC 1941 је емисиона маглина у сазвежђу Златна риба која се налази на NGC листи објеката дубоког неба.
Деклинација објекта је - 66° 22' 43" а ректасцензија 5h 23m 7,8s. Привидна величина (магнитуда) објекта NGC 1941 износи 11,9. NGC 1941 је још познат и под ознакама ESO 85-EN79.